# Parafia św. Józefa w Wysokiej Strzyżowskiej
Parafia św. Józefa w Wysokiej Strzyżowskiej – parafia rzymskokatolicka znajdująca się w diecezji rzeszowskiej w dekanacie Strzyżów.

## Historia parafii
Do początku XX w. wieś Wysoka Strzyżowska należała w większości do parafii w Dobrzechowie (części: Grodeczna, Golcowa oraz Michałówka), zaś jej południowa część (Stodolina) stanowiła część parafii w Łączkach Jagiellońskich. Ponieważ cała wieś była rozległa, a drogi (zwłaszcza w okresie zimowym) były nieprzejezdne, dotarcie do obu świątyń było nierzadko niemożliwe. Projekt budowy osobnego kościoła w Wysokiej Strzyżowskiej po ukończeniu nowego kościoła w Dobrzechowie powziął pod wpływem wizyt w Stodolinie proboszcz dobrzechowski w latach 1888–1899, ks. Karol Józef Fischer, który rozpoczął zbieranie środków na ten cel wśród mieszkańców i Polonii.
Prace nad budową kościoła na jednomorgowej parceli ofiarowanej przez Antoniego Szeligę (1846–1921), miejscowego gospodarza i przewodniczącego Rady Szkolnej, ruszyły w 1905 r. Architektem był przemyślanin Stanisław Majerski. Kamień na fundamenty przekazał i dachówkę obiecał właściciel wsi Roman Michałowski (1839–1906). 8 lipca 1906 fundamenty poświęcił proboszcz dobrzechowski (od 1904) ks. Wojciech Wnęk (1844–1918). Powstał Komitet Budowy Kościoła, na czele którego stanęli ks. Wnęk i Szeliga. Kamień węgielny siedmiometrowej wówczas konstrukcji poświęcił 27 września 1908 bp Józef Sebastian Pelczar w asyście bp. Fischera. W początkowym okresie wznoszenia kościoła posługę duszpasterską w kaplicy założonej w domu Piotra Kusia pełnił ks. Franciszek Salezy Jenkner, zamieszkały w Wysokiej jako rencista od 1900 były wikariusz dobrzechowski (1877–1882) i siostrzeniec ks. Feliksa Buchwalda, który sfinansował z pomocą mieszkańców w latach 1904–1912 trzy dzwony, ukryte po jego wyjeździe w 1914 r. na cmentarzu przed rekwizycją wojenną. Wieża kościoła była gotowa we wrześniu 1912, a całość zewnętrznych prac budowlanych została zakończona w 1916 r., w toku I wojny światowej.
Początkowo świątynia służyła jako kościół filialny parafii dobrzechowskiej. 1 maja 1918 dzięki staraniom ks. Wojciecha Wnęka utworzona została ekspozytura personalna. Na prośbę ks. Michała Grzysia w 1923 r. ekspozytura ta stała się jednostką samoistną, lecz dopiero w 1948 r. ustanowiono nieusuwalne probostwo.
W latach 1921–2020 w parafii działało zgromadzenie michalitek. W sierpniu 1921 poświęcony został ich dom zakonny, założony w wyremontowanych budynkach sześciomorgowej nieruchomości przekazanej przez Antoniego Szeligę na rzecz towarzystwa michalitów Powściągliwość i Praca za ekspozytury ks. Pawłowskiego. Siostry uruchomiły tam ochronkę św. Agaty, a w 1937 r. rozpoczęły starania o jej rozbudowę. W 1932 r. wsparły utworzenie Koła Gospodyń Wiejskich w Wysokiej Strzyżowskiej. W 1967 r. współorganizowały katechizację w parafii. Ich dom zakonny był prowadzony w ostatnich latach przez gminę Strzyżów.

## Zasięg terytorialny parafii
Oprócz Wysokiej Strzyżowskiej, do parafii należy również wieś Oparówka, gdzie znajduje się kościół filialny, którego funkcję pełni dawna cerkiew.

## Duszpasterze pracujący w parafii w Wysokiej Strzyżowskiej
1. Ks. Franciszek Salezy Jenkner (1850–1914), duszpasterz-emeryt 1900–1914[3]
2. Ks. Walenty Szast (1873–1819), duszpasterz 1916[3]–1918, ekspozyt 1918–1919
3. Ks. Adolf Gdula (1877–1941), ekspozyt 1919–1920
4. Ks. Stefan Leon Pawłowski (1880–1950), ekspozyt 1920–1921, administrator 1921[19]
5. Ks. Jan Pieniążek (1877–1934), ekspozyt 1921–1922
6. Ks. Stanisław Dziadek, duszpasterz tymczasowy w 1922
7. Ks. Michał Grzyś (1889–1963), ekspozyt 1923–1948, administrator 1948–1962
8. Ks. Franciszek Mróz (1928–2015), administrator 1962–1966[3]
9. Ks. Mieczysław Folta (1930–1996), administrator 1966–1996[3]
10. Ks. mgr Marian Raźnikiewicz, proboszcz od 1996[3]

## Galeria

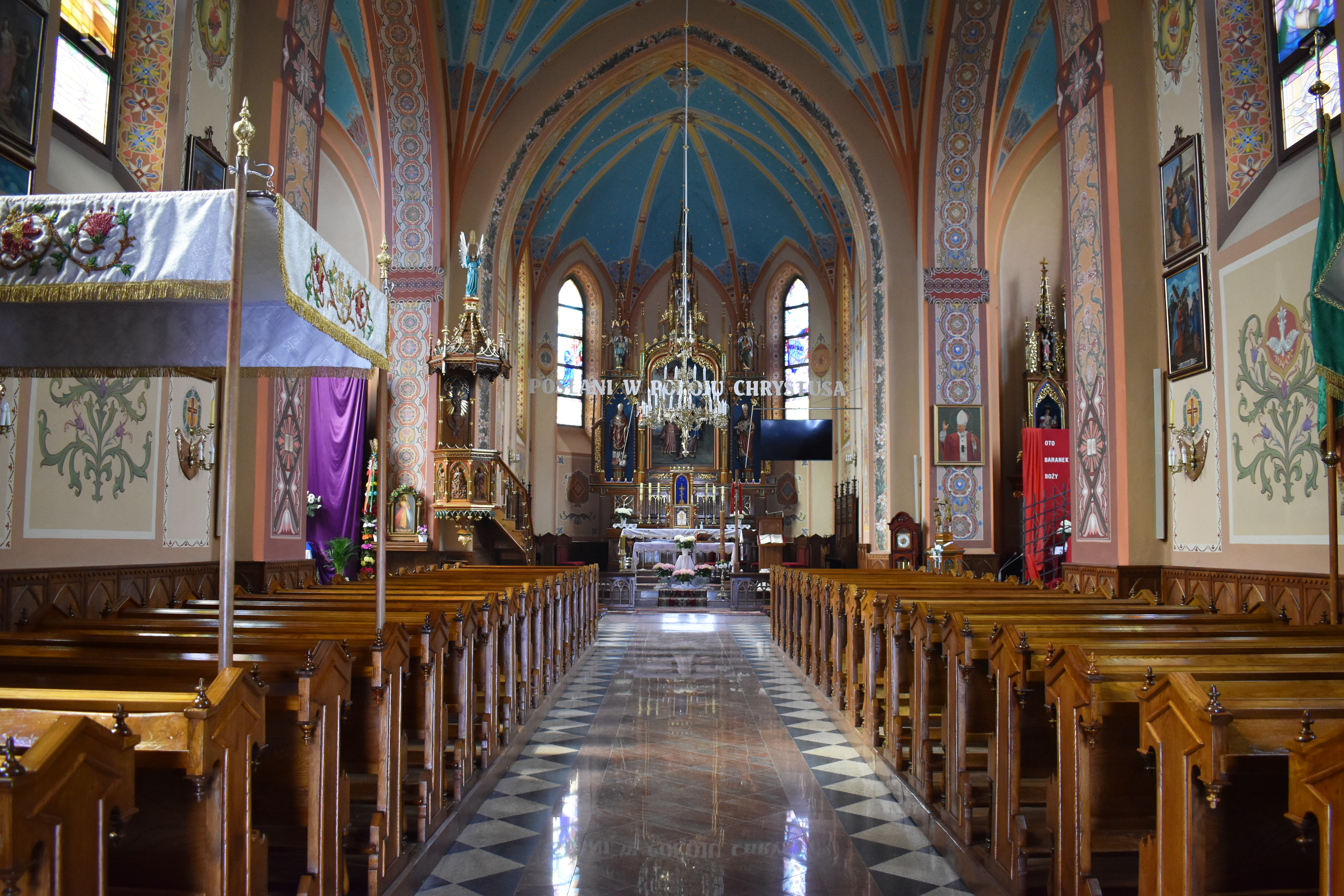
Wnętrze kościoła pw. św. Józefa w Wysokiej Strzyżowskiej
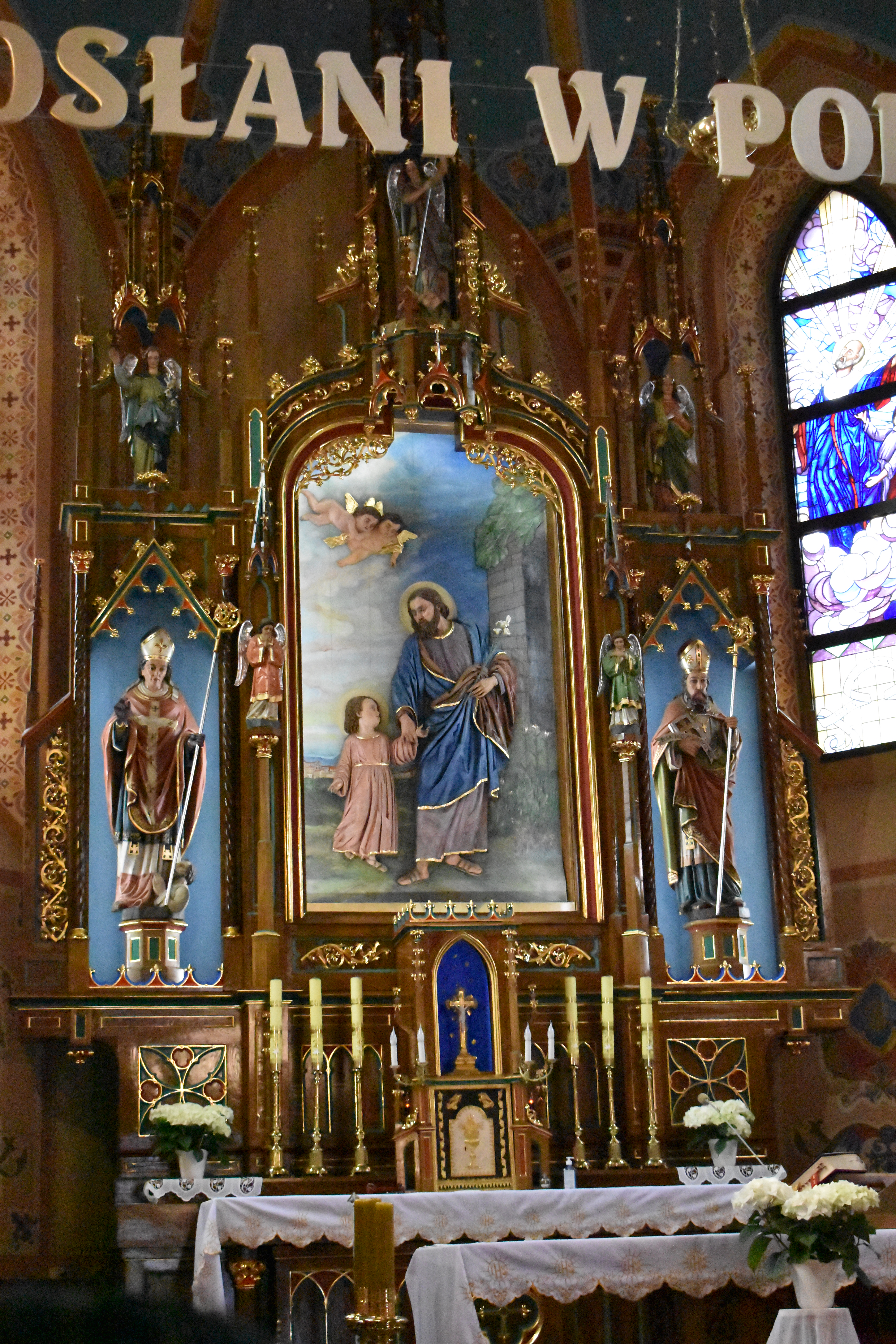
Ołtarz główny kościoła pw. św. Józefa w Wysokiej Strzyżowskiej